# Білий Потік (річка)
Білий Потік — річка в південно-західній частині Коломийського району, притока річки Пруту. Протікає біля села Марківки. Річка гірська, у холодні зими замерзає. Під час повеней виходить з берегів. Водяться дрібні види риб.